# ТВ Маг
ТВ Маг је српска локална телевизија. Основана је 7. јануара 2001. године. Медијска кућа се налази у Обреновцу.